# Stigmella scintillans
Stigmella scintillans là một loài bướm đêm thuộc họ Nepticulidae. Nó được tìm thấy ở Ohio, Michigan và Ontario.

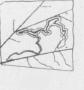
Mine

Thường có hai thế hệ một năm. Thế hệ ấu trùng thứ hai được tìm thấy vào tháng 7 và đầu tháng 8.
Ấu trùng ăn Crataegus species, bao gồm Crataegus mollis. Chúng ăn lá nơi chúng làm tổ.